# 岗嘎镇
岗嘎镇（羅馬化：sgang dkar），是中国西藏自治区日喀则地区定日县下辖的一个乡镇级行政单位。

## 行政区划
岗嘎镇共辖以下地区：
岗嘎村、热久村、辖龙村、龙江村、曲龙贡达村、贡达普村、西北村、云琼村、萨拉村、贡萨村、沃嘎村、古龙村、夏堆村、乃龙村、东巴村、仓木达村、地东村、查孜村、行日村、朗果村、古热村、孔目村、协嘎村、娘琼村、恩巴村、目琼村。

## 图册

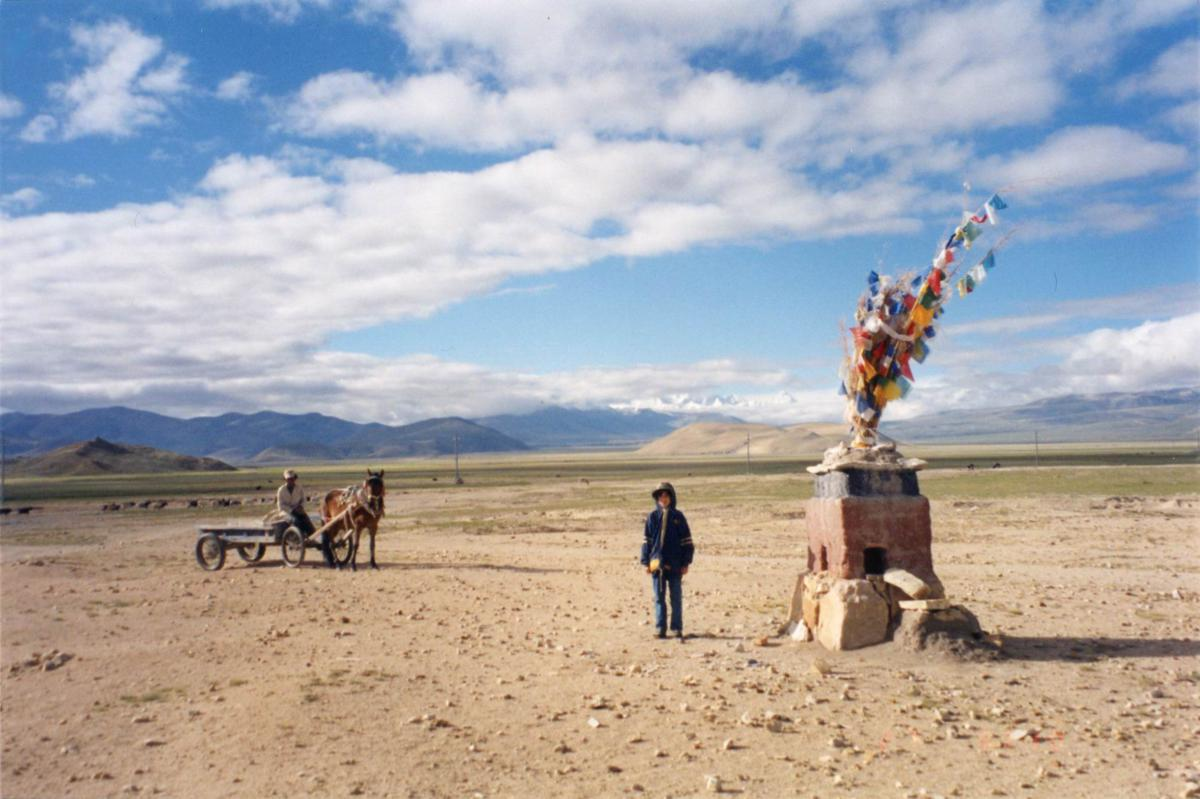
喜马拉雅山的景色